# Sa majesté Grippemiche
Pour plus de détails, voir Fiche technique et Distribution.
Sa majesté Grippemiche est un film muet français réalisé par Georges Denola, sorti en 1912.

## Fiche technique
- Titre : Sa majesté Grippemiche
- Réalisation : Georges Denola
- Scénario : Albert Keim
- Photographie :
- Montage :
- Producteur :
- Société de production : Société cinématographique des auteurs et gens de lettres (S.C.A.G.L)
- Société de distribution :  Pathé Frères
- Pays d'origine :  France
- Langue : film muet avec les intertitres en français
- Format : Noir et blanc — 35 mm — 1,33:1 — Muet
- Genre : Comédie
- Métrage : 255 mètres
- Durée : 8 minutes 30
- Dates de sortie :
  -  France : février 1912

## Distribution
- Charles Lorrain : Grippemiche / le grand-duc Romanche
- Gabrielle Lange : la reine Hildosine
- Herman Grégoire
- Théodore Thalès
- Paul Landrin
- Louis Brunais
- Frédéric Mussat
- Massilia
- Paulette Lorsy
- Mademoiselle Pâquerette (Mathilde Gabrielle Chabriais)
- Léontine Massart
- Maria Fromet
- Madeleine Fromet